# دورة الكسوف

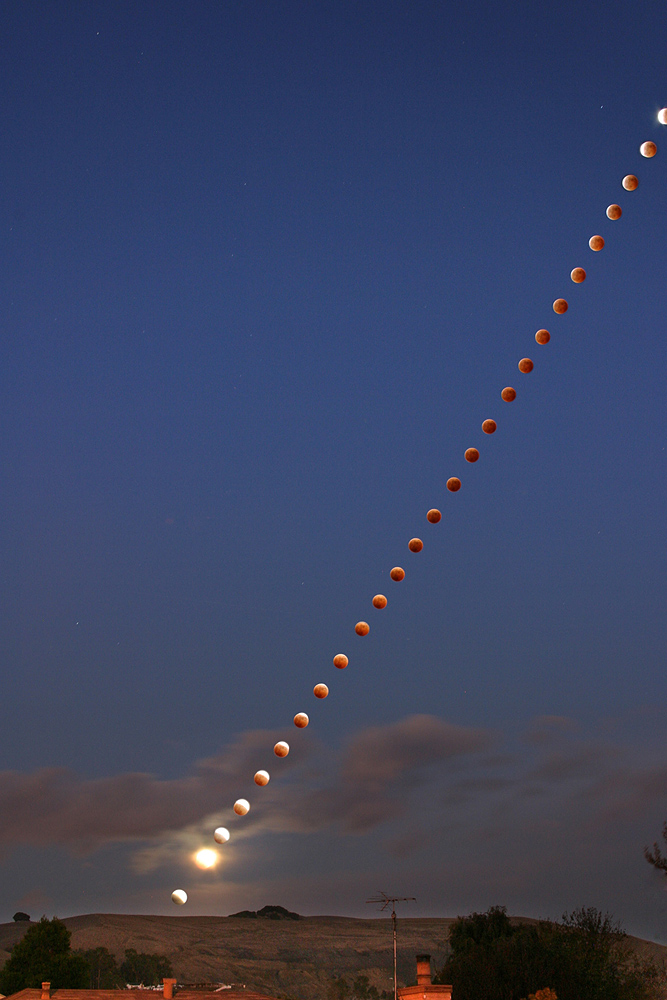
خسوف القمر 2004

تحدث الكسوفات بشكل متكرر، تفصل بينها فترات محددة من الزمن: تُسمى هذه الفترات دورات الكسوف. تُسمى سلسلة الكسوفات التي تفصل بينها تكرار لواحدة من هذه الفترات بسلسلة الكسوف.

## شروط الكسوف
تحدث الكسوفات عندما تكون الأرض والقمر متراصفان مع الشمس، إذ يلقي واحد منهما ظله على الآخر بسبب الشمس. عندما يقترن القمر مع الشمس، فمن الممكن أن يمر أمامها مسببًا الخسوف الشمسي الذي يُرى من منطقة ضيقة على سطح الأرض. عندما يكون القمر بدرًا ومقابلًا للشمس، من الممكن أن يعبر القمر خلال ظل الأرض، وعندها يمكن رؤية خسوف القمر من نصف الكرة المظلم من الأرض. تُسمى حالتي القمر في الاقتران والتقابل معًا بالاقتران الكوكبي (من اليونانية «ارتباط»)، بسبب أهمية هذه الأطوار القمرية.
لا يحدث الكسوف عند كل قمر محاق أو بدر، بسبب ميلان مستوي دوران القمر حول الأرص بالنسبة إلى مستوي دوران الأرض حول الشمس (مسار الشمس): فكما يُرى من الأرض، عندما يكون القمر هو الأقرب إلى الشمس (محاق)، أو في أبعد مسافة له عنها (بدر)، لا تكون الأجرام الثلاثة عادةً على نفس الخط تمامًا.
تساوي زاوية الميلان بالمتوسط 5 درجات و9 دقائق، أكبر بكثير من قطر الشمس المتوسط الظاهري الزاوي (32 دقيقة و2 ثانية)، وقطر القمر الزاوي كما يُرى من نصف الكرة الأرضية الذي تحته مباشرة (31 دقيقة و37 ثانية)، وظل الأرض على مسافة قمرية متوسطة (1 درجة و23 دقيقة)
لذلك، تمر الأرض في معظم أطوار المحاق للقمر بعيدة جدًا إلى جهة الشمال أو الجنوب عن الظل القمري، ويُفوِّت القمر في معظم أطوار البدر ظل الأرض. يكون القطر الزاوي الظاهري للقمر في معظم حالات الكسوف الشمسي غير كافٍ لحجب قرص الشمس بشكل كامل، ما لم يكن القمر بالقرب من حضيضه، أي أنه أقرب إلى الأرض، ويبدو أكبر من المتوسط. على أي حال، يجب أن يكون التراصف أقرب ما يمكن للمثالية كي يحدث الكسوف.
يحدث الكسوف فقط عندما يكون القمر قريبًا من مستوي مدار الأرض، أي عندما يكون خط عرض مسار الشمس صغيرًا. يحدث هذا عندما يكون القمر بالقرب من إحدى عقدتيه المداريتين المتقاطعتين مع مسار الشمس في نفس وقت الاقتران الكوكبي. يجب أن تكون الشمس أيضًا قريبة من نفس العقدة في نفس الوقت لحدوث الكسوف الشمسي، أو أن تكون قريبة من العقدة المقابلة، وبالتالي حدوث الخسوف القمري.

## التكرار
يُمكن أن يحدث حتى ثلاثة كسوفات خلال كل موسم كسوف، ويمتد موسم الكسوف لفترة شهر أو شهرين، ويحدث مرتين في العام، وذلك في وقت قريب من تموضع الشمس بالقرب من عقدتي مدار القمر.
لا يحدث الكسوف كل شهر، بسبب تغير الهندسة النسبية للشمس، والأرض، والقمر بعد شهر من الكسوف.
كما يُرى من الأرض، يأخذ القمر وقتًا حتى يعود إلى العقدة، ويسمى هذا الوقت بالشهر العقدي، أقل من الوقت الذي يأخذه في العودة إلى نفس خط طول مسار الشمس وذلك بالنسبة إلى الشمس، ويسمى هذا الوقت بالشهر الاقتراني. السبب الرئيسي أنّه في الوقت الذي أكمل فيه القمر دورة حول الأرض، أكملت فيه الأرض (والقمر) 1/13 من دورتها حول الشمس: يجب على القمر أن يعوض هذا ليكون مرة أخرى في حالة تقابل أو اقتران مع الشمس. في الدرجة الثانية، تتحرك العقدتين المداريتين للقمر في حركة بدارية إلى الغرب بالنسبة لخط طول مسار الشمس، وتكمل دائرة كاملة في نحو 18.60 عام، لذلك فإنّ الشهر العقدي أقصر من الشهر الفلكي. في الإجمال، يبلغ الفرق بين الشهر الاقتراني والشهر العقدي يومين وثلث اليوم تقريبًا. وكما يُرى من الأرض، تعبر الشمس العقدتين أثناء حركتها على طول مسارها الشمسي. تُدعى الفترة التي تستغرقها الشمس للعودة إلى العقدة السنة الاقترانية أو الكسوفية، وتبلغ نحو 346.6201 يوم، وهي أقصر بحوالي 1/20 سنة من السنة الفلكية بسبب الحركة البدارية للعقدتين.
إن حدث كسوف شمسي عندما يكون القمر محاقًا، والذي يجب أن يكون قريبًا من العقدة، سيكون عندئذ القمر في طور البدر التالي تجاوز عقدته المقابلة بأكثر من يوم، وقد يُفوِّت ظل الأرض أو لا يُفوته. وبحلول القمر المحاق التالي سيكون قد اجتاز العقدة، لذلك فمن غير المحتمل أن يكون هنالك كسوف شمسي في أي منطقة على الأرض. وبحلول الشهر التالي لن يكون هنالك أي حدث بالتأكيد.
لكن بعد 5 أو 6 أشهر اقترانية لاحقة، سيقع القمر في طور المحاق قريبًا من العقدة المقابلة. وفي ذلك الوقت (نصف سنة كسوفية) ستكون الشمس قد تحركت إلى العقدة المقابلة أيضًا، لذلك ستكون الظروف مناسبة مرة أخرى لكسوف آخر أو أكثر.

## الدورية
لا تزال هذه توقعات مبهمة نوعًا ما. لكننا نعرف إنه إذا حدث كسوف في وقت ما، سيحدث عندها كسوف آخر بعد عدد إس من الشهور الاقترانية، يمكن أن يكون هذا الفاصل أيضًا عدد دي من الشهور العقدية، حيث دي عدد صحيح (العودة إلى نفس العقدة)، أو عدد صحيح + 1/2 (العودة إلى العقدة المقابلة). لذلك فدورة الكسوف هي أي فترة بّي تساوي تقريبًا:
بيّ = إس x (طول الشهر الاقتراني) = دي x (طول الشهر العقدي)
عند حدوث كسوف، فمن المحتمل أن يحدث كسوف آخر بعد كل فترة تساوي بّي. يبقى هذا صحيحًا لفترة محدودة، لأنّ العلاقة تقريبية فقط.
إنّ الشيء الآخر الذي يجب أخذه بعين الاعتبار هو أنّ حركة القمر ليست دائرية تمامًا. إنّ مداره إهليلجي بشكل واضح، لذلك تختلف المسافة بين الأرض والقمر طوال الدورة القمرية. تغير هذه المسافة المتغيرة القطر الظاهري للقمر، وبالتالي تؤثر على فُرص، ومدة، ونوع الكسوف (جزئي، أو حلقي، أو كلي، أو مُختلط «هجين»). تُدعى هذه الفترة المدارية بالشهر الحضيضي، وتُسبب رفقة الشهر الفلكي ما يُسمى «دورة البدر» وذلك لمدة نحو 14 شهر فلكي في تواقيت الأقمار ومظهرها إن كانت بدر أو محاق. يتحرك القمر بشكل أسرع عندما يكون أقرب إلى الأرض (بالقرب من حضيضه)، وأبطأ عندما يكون قريبًا من الأوج (المسافة الأبعد)، لذلك يتغير توقيت الاقترانات الكوكبية بشكل دوري بما يصل إلى ±14 ساعة (بالنسبة إلى تواقيت الاقترانات الكوكبية المتوسط)، ويتغير القطر الزاوي الظاهري للقمر بنحو ±6%. يجب أن تضم دورة الكسوف عددًا صحيحًا من الأشهر الحضيضية من أجل الأداء الجيد للتنبؤ بالكسوف.

## القيم العددية
هذه أطوال لأنواع مختلفة من الأشهر كما جرى نقاشه في الأعلى (حسب التقويم الفلكي القمري إي إل بّي 2000-85، وهو صحيح بالنسبة للحقبة 2000j ، مأخوذة (على سبيل المثال) من جين ميوس (1991)).
- إس إم = 29.530588853 يوم (الشهر الاقتراني)[2]
- دي إم = 27.212220817 يوم (الشهر العقدي)[3]
- إيه إم = 27.55454988 يوم (الشهر الحضيضي)[4]
- إي واي = 346.620076 يوم (السنة الكسوفية)

لاحظ أنه هنالك ثلاثة نقاط متحركة رئيسية، الشمس، والقمر، والعقدة (الصاعدة)، وهنالك ثلاث فترات رئيسية، عندما يلتقي كل من الأزواج الثلاثة المحتملة من النقاط المتحركة بعضها الآخر: الشهر الاقتراني عندما يعود القمر إلى الشمس، والشهر العقدي عندما يعود القمر إلى العقدة، والسنة الكسوفية عندما تعود الشمس إلى العقدة.